# 稲田芸植
稲田 芸植（いなだ すけたね、享和2年（1802年） - 弘化4年9月8日（1847年10月16日））は、徳島藩筆頭家老。淡路洲本城代稲田家13代当主。
幼名は司馬蔵。通称は九郎兵衛。

## 生涯
享和2年（1802年）、蜂須賀家家老稲田敏植の子として生まれる。文政8年（1825年）、兄植封の死去により家督相続して洲本城代となり、藩主蜂須賀斉昌に仕えた。文政9年（1826年）、仕置家老となる。天保8年（1837年）に大塩平八郎の乱が発生した際、逃亡した大塩の侵入を警戒して、海岸の警戒や人別改めを行った。
天保9年（1838年）、幕府巡見使を領内に迎える。天保12年（1841年）の上郡一揆で、阿波の知行地の年貢取立て役である山奉行が一揆勢に打倒されたことが、稲田家家中に衝撃となり、尊皇攘夷に傾斜する一因となった。弘化4年（1847年）9月8日死去。享年46。家督は嫡男の植乗が相続した。